# Agence française de sécurité sanitaire des aliments

Siège de l'Afssa.

L’Agence française de sécurité sanitaire des aliments (Afssa) est un ancien établissement public français, créé en 1999, à la suite de la crise de la vache folle, dont la mission principale a été d’évaluer les risques sanitaires et nutritionnels présentés par tous les aliments, y compris l’eau, qu’ils soient destinés à l’homme ou à l’animal, dans le but d’alerter les pouvoirs publics en cas de nécessité et plus largement d’informer le public. Elle était sous l'autorité de trois ministères, de l'Agriculture, de la Santé et des consommateurs. Son budget dépendait également de ses autorités de tutelle.
Depuis juillet 2010, elle a fusionné avec l'Agence française de sécurité sanitaire de l'environnement et du travail pour former l'Agence nationale chargée de la sécurité sanitaire de l'alimentation, de l'environnement et du travail (Anses).

## Missions
L'Afssa, créée le 1er avril 1999 et située à Maisons-Alfort (Val-de-Marne), trouve son origine dans la crise de la vache folle et dans les travaux du Centre national d'études et de recommandations sur la nutrition et l'alimentation (CNERNA), profondément remanié en 1992.
Elle coordonnait les activités de 12 laboratoires à travers la France. Ces derniers ayant des mandats de Laboratoire national de référence (LNR) et de Laboratoire communautaire de référence (LCR) dans les différents domaines scientifiques gérés par l'agence.
Elle faisait partie des agences françaises de sécurité sanitaire ; elle était, avec l’Agence française de sécurité sanitaire des produits de santé (Afssaps) et l’Institut de veille sanitaire (InVS), l’un des trois établissements publics de l’État dont la création résulte de la loi du 1er juillet 1998 relative à la veille sanitaire et la surveillance des produits destinés à l’Homme.
Elle incluait l'Agence nationale du médicament vétérinaire (ANMV), établissement public administratif chargé des autorisations de mise sur le marché des médicaments vétérinaires, du contrôle des établissements pharmaceutiques vétérinaires et du contrôle de la qualité des médicaments vétérinaires.
Le but de cette création était de séparer l’évaluation scientifique, confiée à une agence indépendante, et les décisions politiques, parfois délicates à prendre, notamment lorsqu’elles impliquent des pays tiers, par exemple quand la France interdit l’importation de viande bovine aux hormones en provenance des États-Unis, ou de Grande-Bretagne pour cause d’encéphalopathie spongiforme bovine. Cette création fait d’ailleurs suite à la crise de la vache folle.
Les missions de l’agence sont définies par la loi du 1er juillet 1998. Quatre missions principales peuvent être dégagées :
1. Une mission d’évaluation des risques nutritionnels et sanitaires dont le champ très large concerne toutes les catégories d’aliments destinés à l’homme ou à l’animal ; il intègre l’ensemble de la chaîne alimentaire et s’exerce sur chacune de ses étapes, de la production à la consommation ;
2. Une mission de recherche et d’appui scientifique, notamment en matière de santé animale et de maladies d’origine animales ;
3. Des responsabilités spécifiques en matière de médicament vétérinaire – notamment le pouvoir de délivrer, de suspendre ou retirer les autorisations de mise sur le marché des médicaments vétérinaires ;
4. L’évaluation des risques, des bénéfices, ainsi que la synthèse bénéfice/risque et les propositions sur les conditions d’emploi des produits phytopharmaceutiques (ou produits phytosanitaires ou encore pesticides).

L’agence n’a qu’un rôle consultatif, et aucun pouvoir de décision, sauf en matière de médicaments vétérinaires. Elle émet des avis lorsqu’elle a été saisie d’une question par les pouvoirs publics, généralement dans le contexte d’une crise sanitaire. Ces avis sont rédigés par des comités spécialisés relevant de dix domaines principaux :
- résidus et contaminants chimiques et physiques ;
- additifs, arômes et auxiliaires technologiques ;
- matériaux au contact des denrées alimentaires ;
- nutrition humaine  ;
- alimentation animale  ;
- microbiologie ;
- biotechnologie (OGM) ;
- eaux ;
- santé animale ;
- encéphalopathies spongiformes.

Créée à la suite de la crise de la vache folle, elle s'oppose en 1999 aux avis du Scientific Steering Committee de la Commission européenne et conseille le maintien de l'embargo sur le bœuf britannique, avis retenu par le gouvernement.
Depuis 2001, elle publie le Programme national nutrition santé (PNNS), lequel vise à établir des lignes de recommandation à destination de l'industrie (baisse des taux de sels ou de sucre ajoutés dans l'alimentation, etc.). L'embargo sera levé en septembre 2002, après que l'affaire ait été examinée, notamment, par la Cour de justice de l'Union européenne. L'Afssa a également été chargée du dossier des OGM avant que cela ne soit transféré au Haut Conseil des biotechnologies.

### Présidents et directeurs
Les présidents du Conseil d'administration de l'Afssa ont été successivement :
- Bernard Chevassus-au-Louis de 1999 à l'été 2002.
- Paul Vialle de juillet 2002  jusqu'à la fusion avec l'Afsset le 1er juillet 2010.

Les directeurs de l'Afssa ont été successivement :
- Martin Hirsch a assumé la fonction de directeur de 1999 à 2005[2].
- Pascale Briand a occupé le poste de directeur de janvier 2005 à l'été 2009[3].
- Marc Mortureux, était directeur général de l'Afssa depuis le 27 août 2009 jusqu'à la fusion avec l'Afsset le 1er juillet 2010[4].

### Correspondants de l’Afssa à l’étranger
- Union européenne : l’Autorité européenne de sécurité des aliments (EFSA, European Food Safety Authority) a reçu le même type de missions ;
- Belgique : l’Agence fédérale pour la sécurité de la chaîne alimentaire (AFSCA) ;
- Royaume-Uni : Food Standards Agency (FSA)
- États-Unis : Food and Drug Administration (FDA)

### Critiques sur la neutralité de l'Afssa
Selon le journaliste Thierry Souccar et l'avocate Isabelle Robard, 65 % des experts de l'Afssa auraient des « liens avec l'industrie », que tous ne déclarent pas. Ils estiment que dans l'édition de 2000 des Apports nutritionnels conseillés pour la population française, l'Afssa aurait minimisé le rôle délétère :
- du sel ;
- du sucre ;
- des glucides raffinés (farines raffinées, céréales raffinées…) ;

et aurait présenté les laitages sous un jour favorable en dépit d'éléments scientifiques incitant à plus de prudence.
Ils y voient l'influence des lobbies agro-alimentaires qui ont un intérêt financier à faire augmenter la consommation de leurs produits, qui rapportent des milliards de chiffre d'affaires, malgré leur nocivité à long terme sur la santé publique.